# Tumba (hrob)

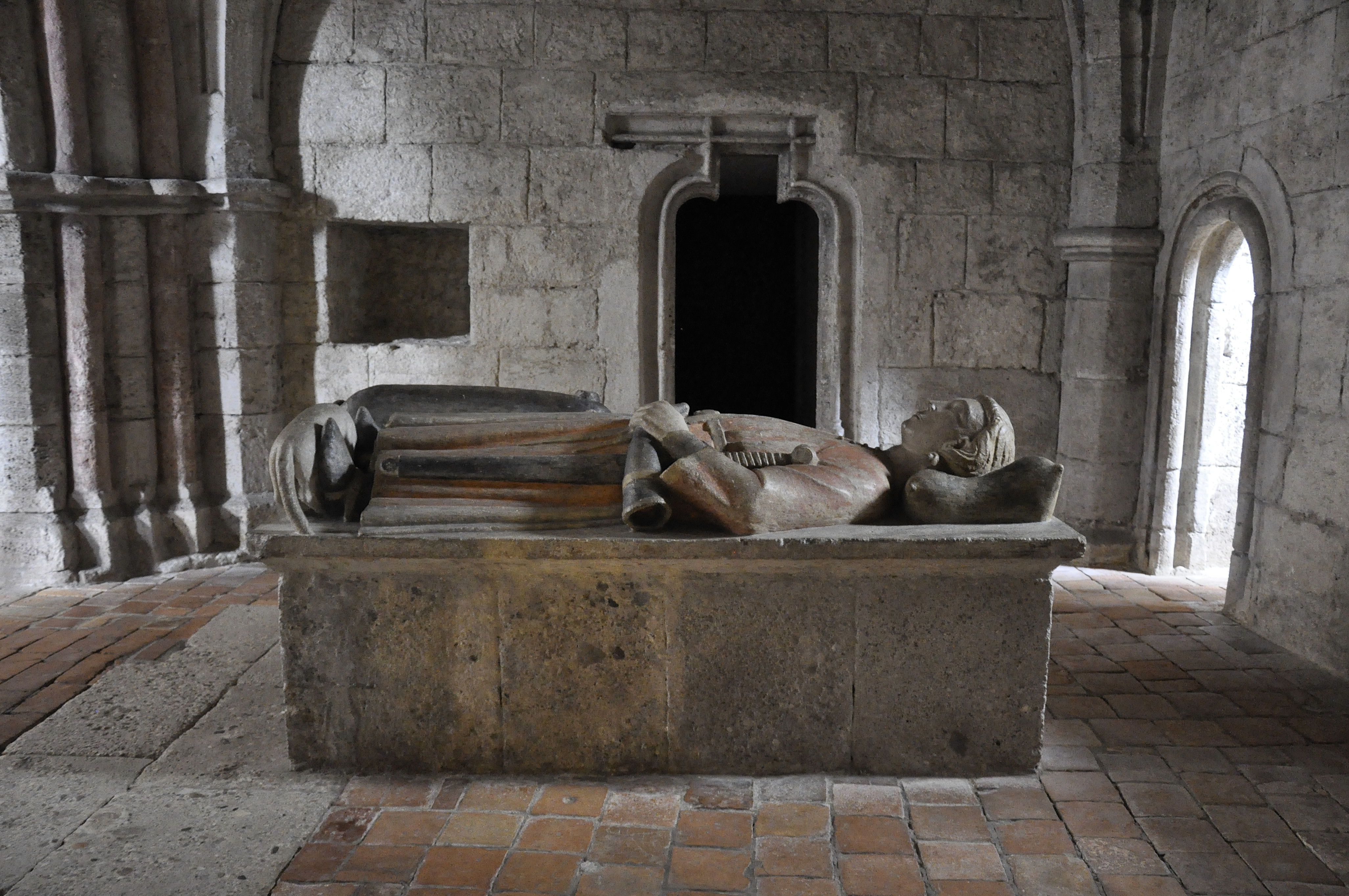
Tumba rytíře Gunthera (Kremsmünster)

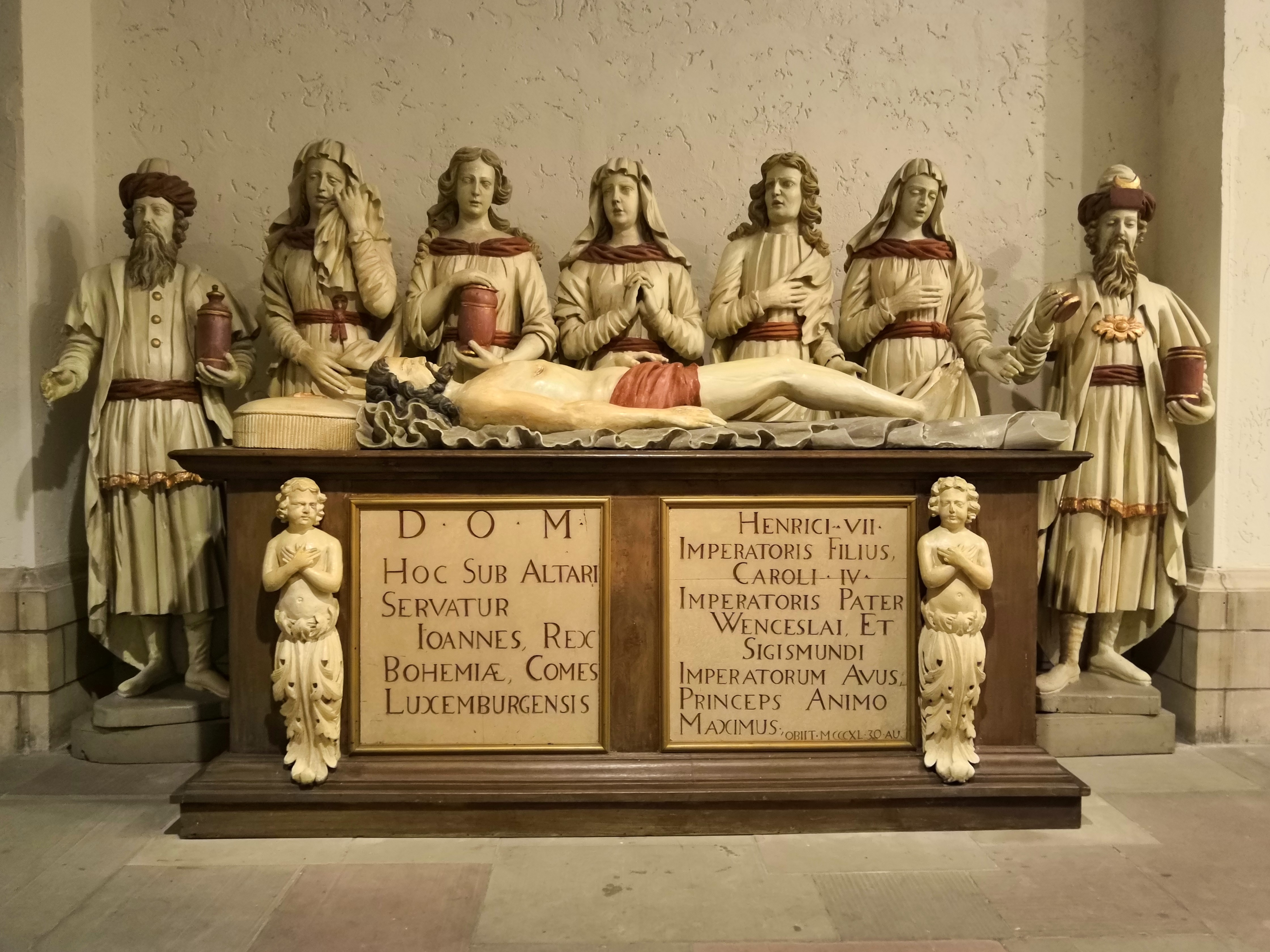
Pohřební tumba Jana Lucemburského (Katedrála Notre-Dame, Lucemburk)

Tumba (lat. hrob) je kamenný, zděný nebo kovový náhrobek (obdoba sarkofágu) se zdobnou náhrobní deskou, která nemusí obsahovat tělesné ostatky zesnulého. Od středověku, kdy se tumby stavěly nejvíce, se takto nazývá také vyvýšená schránka na ostatky. Na jejím povrchu, zejména u panovnických rodin, se často nachází ležící socha zesnulého, většinou vytesaná do kamene. Tumba byla nejčastěji určena pro jednoho člověka, ale najdeme i tumby pro dvě osoby. Byly to některé manželské páry, které spolu chtěly setrvat i po smrti.

## Královské hrobky
Na hroby lidé vždy pohlíželi s úctou, ať už to byly hroby prosté nebo výstavné hrobky panovníků nebo aristokracie. Panovnické rodiny svůj majestát dávaly najevo i po své smrti a budovaly si místa, kde chtěly spočinout jako velkolepé stavby. Hrobky, náhrobky, sarkofágy nebo tumby musely odpovídat jejich postavení. Po generace tak vznikala pohřebiště, kde se nacházelo několik generací příslušného rodu.
Přísná společenská hierarchie, panující mezi členy panovnických rodů za jejich života, zůstávala zachována i po jejich smrti. Královská pohřebiště byla budována tak, že členové rodu byli pohřbíváni podle svého postavení. Královské hrobky tak byly rozděleny na vyšší hrobky určené panovníkovi, jeho manželce a jeho dětem. Nižší hrobky pak byly určeny pro méně významné osoby rodiny nebo členy vedlejších větví.

## Královská pohřebiště

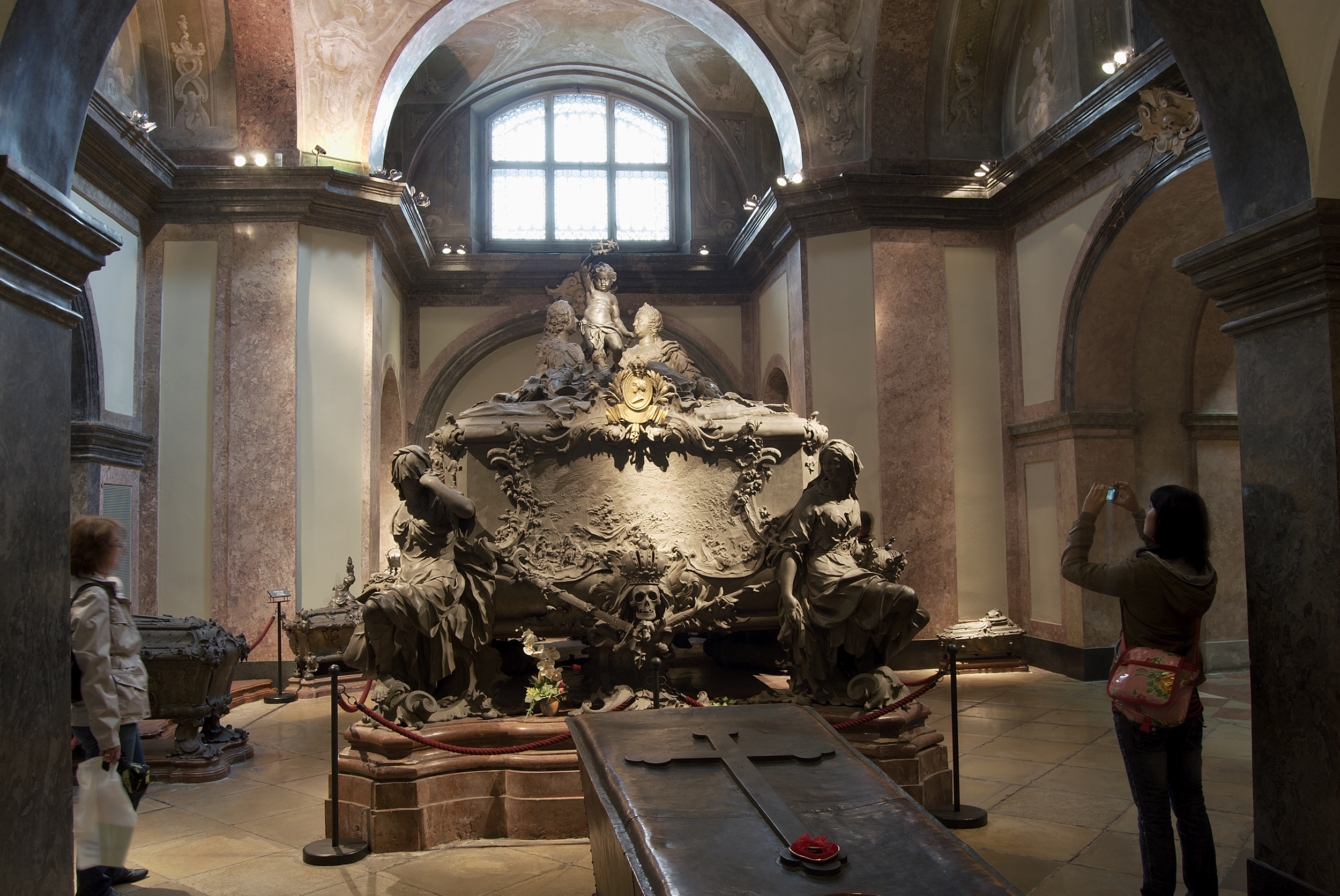
Pohřební tumba Marie Terezie a Františka I. Štěpána Lotrinského (Kapucínská hrobka ve Vídni)

V současné době patří mezi nejznámější pohřebiště Evropy, kde se můžeme setkat s velmi honosnými tumbami nebo sarkofágy tato pohřebiště:
- Kapucínská hrobka habsbursko-lotrinského rodu ve Vídni, kde je uloženo přes 150 příslušníků
- Královská hrobka španělských panovníků v kostele San Lorenzo v klášteře Escorial
- Královská hrobka britských panovníků v kapli svatého Jiří ve Windsoru
- Královská hrobka belgických panovníků v kostele Notre-Dame na zámku Laeken
- Královská hrobka dánských panovníků v kostele Dom Kirche v Roskilde
- Královská hrobka nizozemských panovníků v kryptě Nového kostela v Delfu
- Královská hrobka norských panovníků v kryptě pevnosti Akershus v Oslu
- Královská hrobka švédských panovníků v kostele Riddarholmen ve Stockholmu
- Pohřebiště řeckých panovníků u letního sídla Tatoi blízko Atén

## Nekropole Přemyslovců

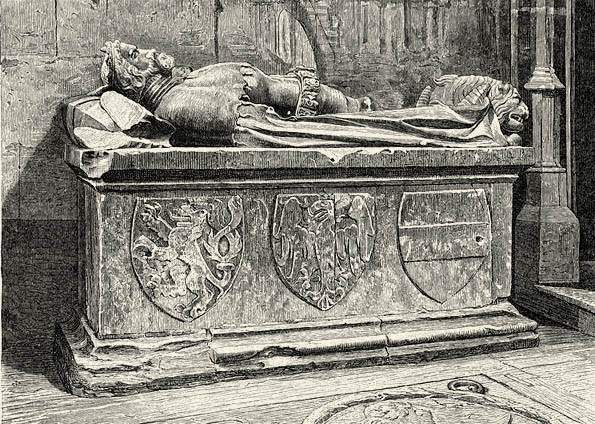
Tumba Přemysla Otakara II. (Chrám sv. Víta)

Přemyslovci si vybudovali svá pohřebiště na několika místech. Nejznámější je královská hrobka a tumby českých panovníků v chrámu svatého Víta nebo kostele svatého Jiří na Hradčanech v Praze. Jejich hroby však najdeme v Praze na Vyšehradě nebo v Anežském klášteře, také ve Zbraslavi nebo klášteře Kladruby.